# Zuñi
El pueblo zuñi (o zuni) es una etnia indígena norteamericana de 9000 individuos que viven en Zuni Pueblo, Nuevo México, Estados Unidos. Es uno de los mayores grupos de indios pueblo, siguen practicando la agricultura y son famosos por su capacidad creativa con la plata y las turquesas. Muchos viven aún en sus antiguos poblados. 

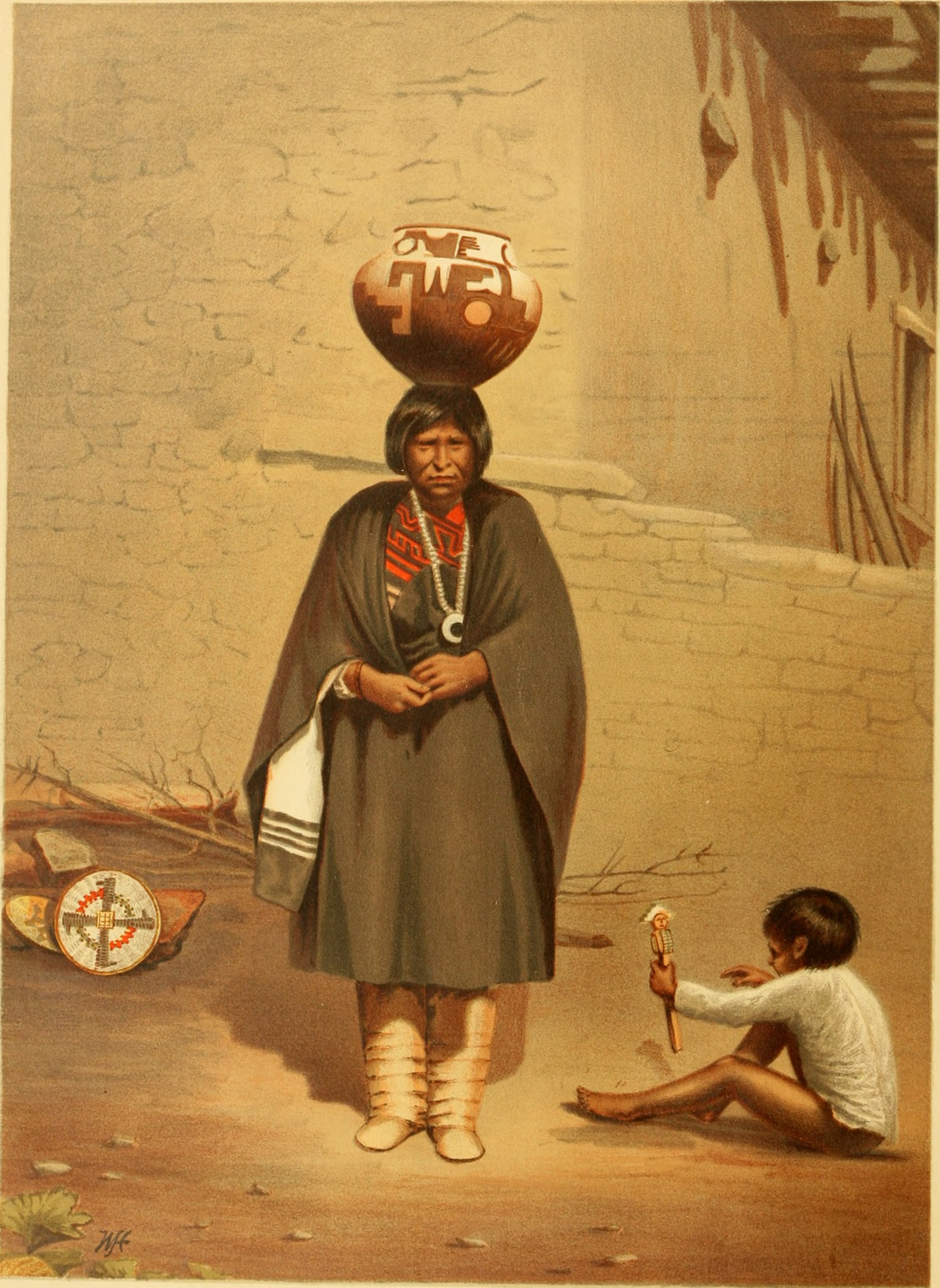
Mujer zuñi.

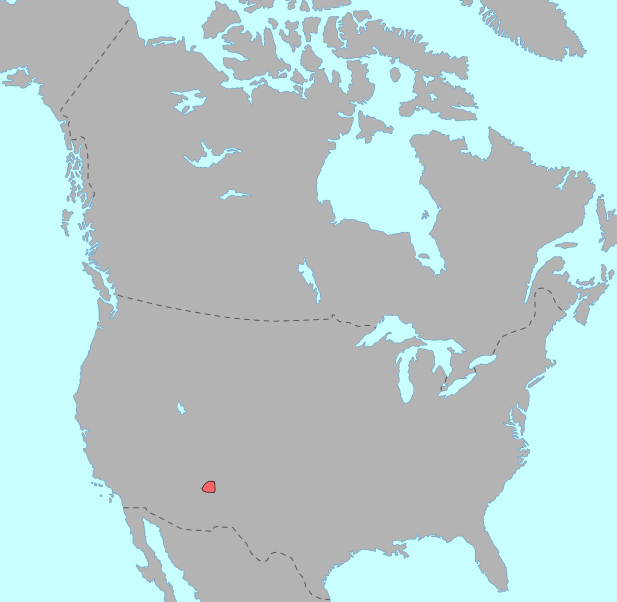
Localización de la lengua zuñi

En De ciertas formas primitivas de clasificación (1903) de Émile Durkheim y su sobrino Marcel Mauss se establece que la comunidad zuñi está organizada en ocho clanes totémicos, basados en los puntos cardinales.
Todos los clanes existentes se derivan de un único clan ubicado al centro de la configuración espacial por vías de segmentación. Entonces se cuenta con el clan del Norte, el del Sur, el del Este y el del Oeste, además y por supuesto el del Centro. Pero en adición y para completar los ocho clanes constitutivos se encuentran el clan del Zénit ubicado entre el norte y el Centro, y el clan del Nadir entre el Centro y el Sur.
A cada clan se le asigna un color, por ejemplo al del Este le asignarían el blanco "porque es el color del día", del mismo modo cada clan posee tótems específicos de la zona en cuestión, la gran mayoría de estos son seres pertenecientes al reino animal y vegetal y correspondientes al respectivo ecosistema que habitan. A continuación su descripción:
- Al Norte: los clanes de la grulla, o del gallo de las salvias.
- Al Oeste: los clanes del oso, del coyote, de la hierba de la primavera.
- Al Sur: los clanes del tabaco, del maíz y del tejón.
- Al Este: los clanes del gamo, del antílope y del gallipavo.

- En el Zénit: los clanes del sol, del águila y del cielo.
- En el Nadir: los clanes de la rana, de las serpientes cascabel y del agua.
- En el Centro: el clan del papagayo macaw, que forma el clan del medio perfecto.
- En el Salto: el clan de la familia y del agua Torro que tiene como unidad el respeto mutuo.